# Gamila Kanew

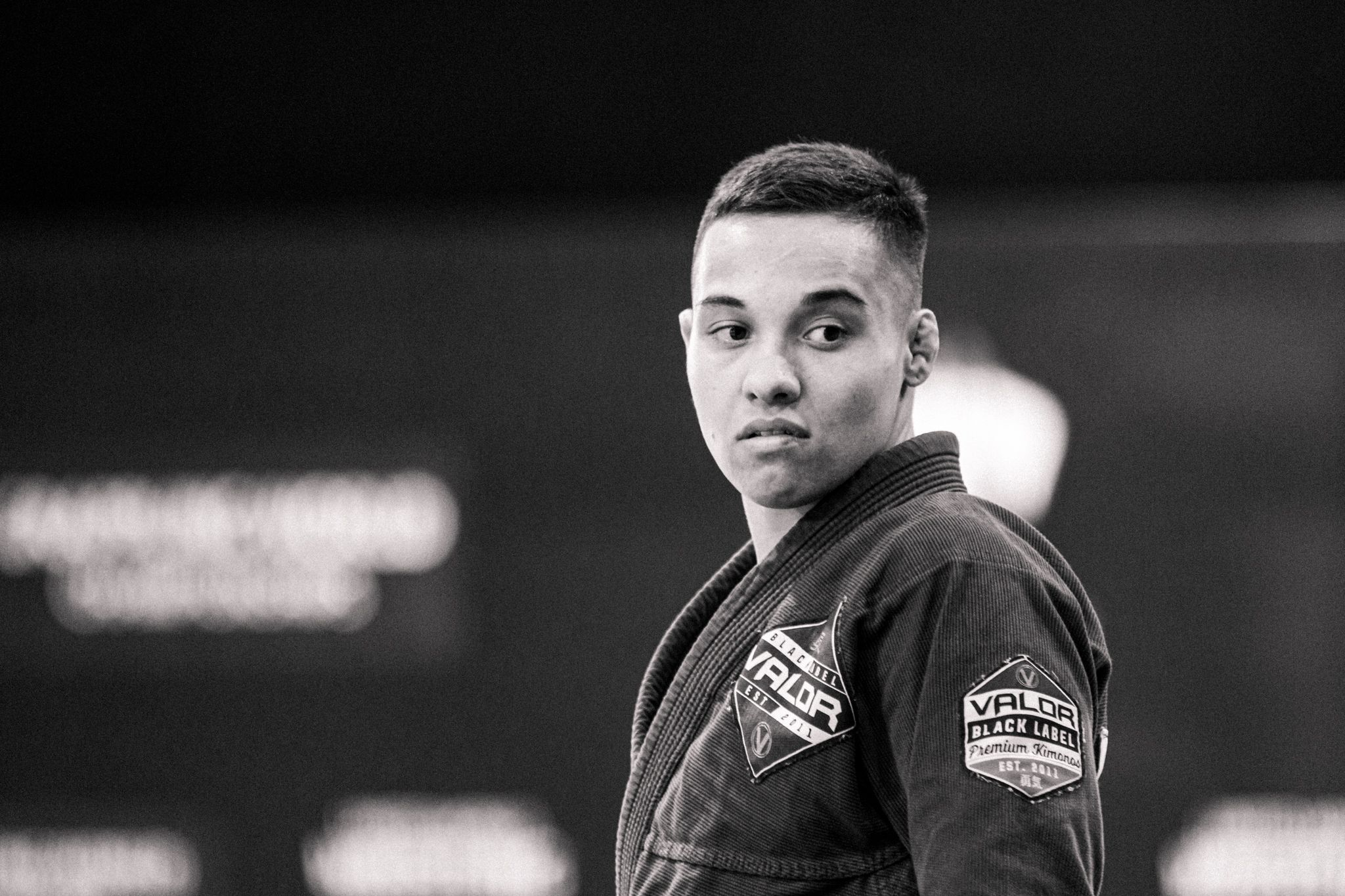
UWW Grappling WM 2021 in Belgrad

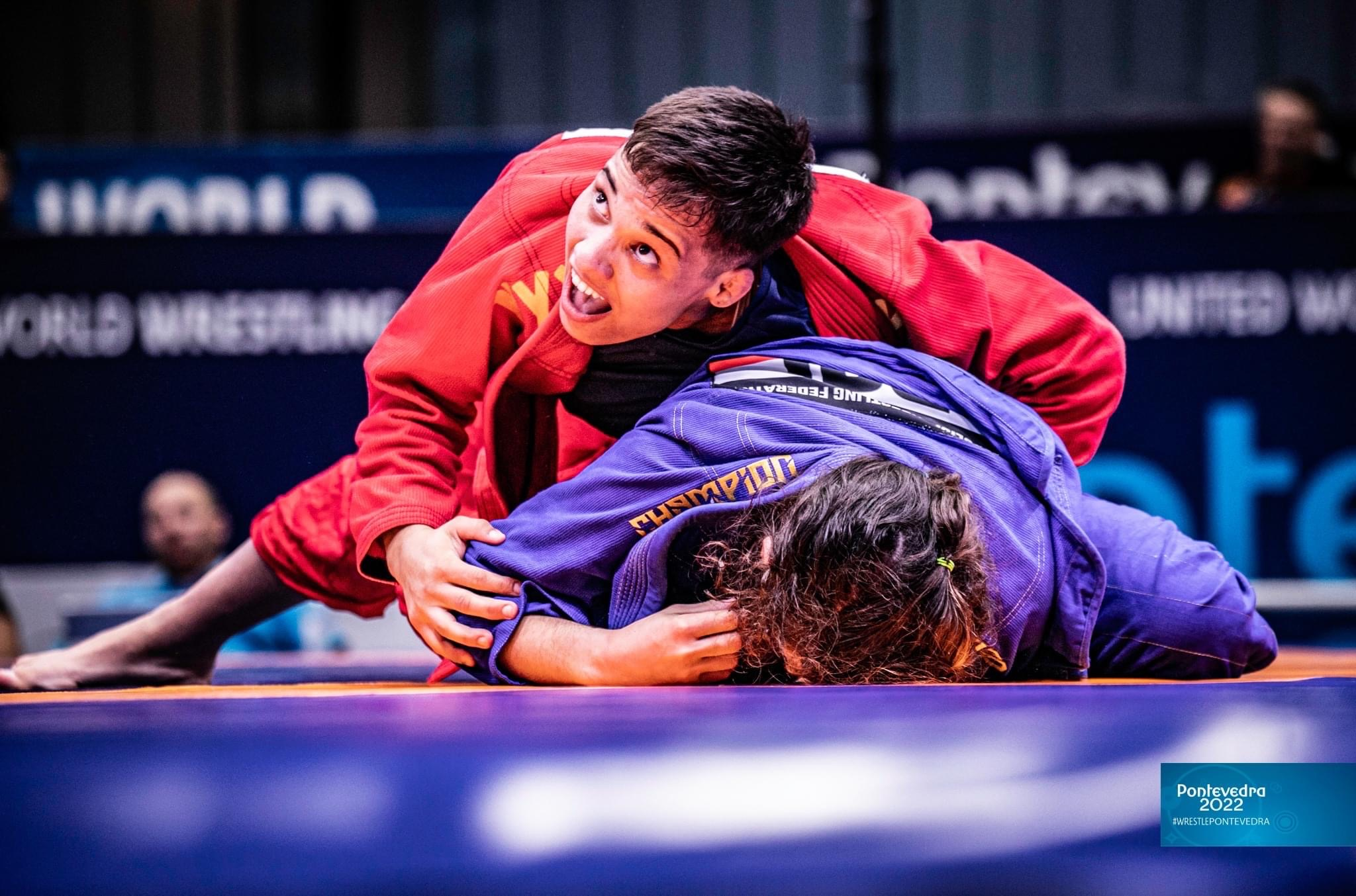
Kanew im Finale der UWW WM 2022 in Pontevedra

Gamila Kanew mit Gold-Medaille bei der IBJJF-Europameisterschaft 2025 in Lissabon

Antonia Gamila Kanew (* 31. August 1995 in Berlin) ist eine deutsche Kampfsportlerin des BJJ und des Grappling.

## Leben
In ihrer Jugend spielte Gamila Kanew Fußball. Angefangen in der F-Jugend beim FFV NB, spielte sie später beim Leipziger FC und bei Lokomotive Leipzig. Danach spielte sie beim 1. FC Neubrandenburg 04 in der Regionalliga.
Von 2015 bis 2021 studierte Kanew an der Universität Greifswald. Vom Sommer 2018 bis zum Frühling 2019 studierte sie an der University of California in Berkeley.

## Brazilian Jiu Jitsu
Kanew startete im November 2015 mit dem Jiu-Jitsu-Training. Nach einem Jahr gewann sie kleinere und größere Turniere in Deutschland. 2017 kämpfte Kanew erstmals international bei den IBJJF London Winter Open und gewann die Gold-Medaille. Bereits 2018 erhielt sie dreifach Gold bei der JJWL-Weltmeisterschaft in Azusa. 2021 war Kanew kurzzeitig Bundeskaderathletin im Newaza des Deutschen Ju-Jutsu Verbands. Seit den IBJJF No-Gi Worlds 2022 trägt Kanew den schwarzen Gürtel im BJJ unter Professor Alain Pozo.
Zunächst startete Kanew für das Team Globetrotters. Während ihres Studienaufenthalts in Amerika wechselte sie zum Team Ralph Gracie Berkeley und tritt seit 2020 für die ZR Team Association an.
In dem 2021 gegründeten GAMMAF Landesverband MV agiert Kanew als Landeskadertrainerin für Grappling und Jiu Jitsu. Weiterhin ist sie Vorstandsvorsitzende und Haupttrainerin des von ihr mit gegründeten Vereins Brazilian Jiu Jitsu ZR Team Greifswald e.V.
Für ihr sportliches Engagement und ihre Erfolge erhielt Kanew am 14. November 2019 von der Stadt Greifswald die Ehrennadel für sportliches Engagement  und im Januar 2022 trug sie sich in das Ehrenbuch der Stadt Greifswald ein.

### Wichtige Erfolge

#### Schwarzgurterfolge
| Wettkampf                          | Federation | Jahr | Kategorie | Gürtelklasse | Gewichtsklasse | Platzierung |
| ---------------------------------- | ---------- | ---- | --------- | ------------ | -------------- | ----------- |
| European Championships             | IBJJF      | 2023 | No-Gi     | black        | Middle         | Bronze      |
| European Championships             | IBJJF      | 2024 | No-Gi     | black        | Middle         | Bronze      |
| European Championships             | IBJJF      | 2025 | Gi        | black        | Middle         | Gold        |
| Campeonato Brasileiro de Jiu-Jitsu | IBJJF      | 2025 | Gi        | black        | Middle         | Bronze      |
| Campeonato Brasileiro de Jiu-Jitsu | IBJJF      | 2025 | Gi        | black        | Open Class     | Bronze      |

#### Farbgurterfolge
| Wettkampf                        | Federation | Jahr | Kategorie | Gürtelklasse | Gewichtsklasse | Platzierung |
| -------------------------------- | ---------- | ---- | --------- | ------------ | -------------- | ----------- |
| European Championships           | IBJJF      | 2018 | Gi        | white        | Heavy          | Bronze      |
| World Championships              | IBJJF      | 2018 | No-Gi     | blue         | Middle         | Bronze      |
| Professional World Championships | UAEJJF     | 2019 | Gi        | blue         | -62 kg         | Silber      |
| Grand Slam Moskau                | AJP        | 2019 | Gi        | blue         | -62 kg         | Gold        |
| Grand Slam London                | AJP        | 2020 | Gi        | blue         | -62 kg         | Silber      |
| European Continentals            | AJP        | 2021 | No-Gi     | purple       | -62 kg         | Gold        |
| European Championships           | IBJJF      | 2022 | Gi        | brown        | Medium-Heavy   | Bronze      |
| European Continentals            | AJP        | 2022 | No-Gi     | brown/black  | -70 kg         | Gold        |
| European Championships           | IBJJF      | 2022 | No-Gi     | brown        | Middle         | Gold        |
| World Championships              | IBJJF      | 2022 | No-Gi     | brown        | Middle         | Bronze      |

## Grappling
Bei den deutschen Grappling-Meisterschaften in Limburg 2021 gewann Kanew 5-fach Gold und die offenen Gewichtsklassen. Kanew konnte sich bei den Deutschen ADCC Meisterschaften am 30. April 2022 in der Profiklasse bis -60kg und der offenen Gewichtsklasse doppelt Gold sichern.
Am 1. Juli 2023 bezwang Gamila die Tochter des ehemaligen Fußballprofis G. Zola bei der Honor Submission Challenge in Cagliari. Zuvor hatten dort noch nie Frauen gekämpft. Das Event zählt als eines der Elite-Turniere weltweit.
Bei den ADCC European, African and Middle East Trials 2024 in Zagreb konnte Gamila nach 5 Kämpfen die Bronze-Medaille gewinnen.
Bei den OCEAN PRO Championship konnte Kanew sich sowohl den Lightweight (-65 kg) und den Heavyweight (+65 kg) sichern und ist bisher damit die einzige und erste Person, die in zwei Gewichtsklassen den Titel trägt.

### UWW Grappling
Seit Oktober 2021 ist Gamila Kanew Mitglied im Grappling-Nationalkader des Deutschen Ringer-Bunds. Diese Zugehörigkeit ermöglichte der deutschen Athletin die erstmalige Teilnahme an der United World Wrestling Weltmeisterschaft in der Disziplin Grappling. Die Weltmeisterschaft fand vom 28. bis zum 31. Oktober 2021 in Belgrad statt. Deutschland hatte zuvor noch nie eine Mannschaft zu dieser WM geschickt. Kanew konnte sich in der Disziplin Grappling GI am 29. Oktober den dritten Platz sichern. Zwei Tage später gelang es ihr, als erste deutsche Person überhaupt, in das Finale der Grappling NOGI WM einzuziehen. Dort unterlag sie der Russin E.PLITKINA und holte somit die Silbermedaille für die Bundesrepublik.
| Gegnerin     | Land       | Punktestand | Submission | Sieg | Niederlage | GI/NOGI |
| ------------ | ---------- | ----------- | ---------- | ---- | ---------- | ------- |
| C. REMINI    | Frankreich | 8:2         | -          | X    |            | NOGI    |
| V. PROKOPIUK | Ukraine    | 2:2         | X          | X    |            | NOGI    |
| S. PNIAK     | Polen      | 2:6         | -          |      | X          | NOGI    |
| B. MANCA     | Italien    | 10:0        | X          | X    |            | NOGI    |
| Ergebnis     |            | Bronze      |            |      |            | NOGI    |
| A. SAMAT     | Kasachstan | 10:2        | -          | X    |            | GI      |
| O. HERMAN    | Ukraine    | 6:6         | -          | X    |            | GI      |
| E. PLITKINA  | RWF        | 0:2         | X          |      | X          | GI      |
| Ergebnis     |            | Silber      |            |      |            | GI      |

Bei der UWW Grappling-Weltmeisterschaft 2022 in Pontevedra erzielte Kanew sowohl im GI als auch im NOGI jeweils eine Silbermedaille. Gamila Kanew war nicht nur als Athletin, sondern auch als Bundestrainerin der Männer und Frauen vor Ort. Das deutsche Frauenteam erzielte in der Gesamtländerwertung Platz 1 im NOGI und Platz 3 im GI.
| Gegnerin                | Land       | Punktestand | Submission | Sieg | Niederlage | GI/NOGI |
| ----------------------- | ---------- | ----------- | ---------- | ---- | ---------- | ------- |
| I. FACCHINERI           | Italien    | 3:0         | -          | X    |            | NOGI    |
| S. Judyta PNIAK         | Polen      | 2:2         | -          | X    |            | NOGI    |
| O. HERMAN               | Ukraine    | 2:2         | X          | X    |            | NOGI    |
| A. CASTELLS RABARTE     | Spanien    | 2:2         | X          |      | X          | NOGI    |
| Ergebnis                |            | Silber      |            |      |            | NOGI    |
| O. HERMAN               | Ukraine    | 0:0         | -          | X    |            | GI      |
| A. SAMAT                | Kasachstan | 2:1         | -          | X    |            | GI      |
| V. SYNIAVINA SERHIIENKO | Ukraine    | 4:0         | -          | X    |            | GI      |
| J. ZABULEWICZ           | Polen      | 6:5         | -          |      | X          | GI      |
| Ergebnis                |            | Silber      |            |      |            | GI      |

Bei den UWW Grappling Europameisterschaft in Bukarest vom 11.–12. März 2023 konnte Kanew sich im Grappling NOGI eine Bronze-Medaille erkämpfen. Zuvor war noch nie ein deutsches Team bei den Europameisterschaften. Kanew reiste erneut als Bundestrainerin nach Rumänien. Insgesamt konnten fünf Bronzemedaillen erzielt werden.
| Gegnerin            | Land     | Punktestand | Submission | Sieg | Niederlage | GI/NOGI |
| ------------------- | -------- | ----------- | ---------- | ---- | ---------- | ------- |
| A. JECU             | Rumänien | 9:0         | X          | X    |            | GI      |
| A. CASTELLS RABARTE | Spanien  | 2:3         | -          |      | X          | GI      |
| S. MORAR            | Ukraine  | 3:0         | -          | X    |            | GI      |

Bei der UWW Grappling-Weltmeisterschaft in Warschau vom 21.–24.08.2023 gewinnt Kanew in der Disziplin Grappling GI -64 kg die Bronze-Medaille.
| Gegnerin      | Land       | Punktestand | Submission | Sieg | Niederlage | GI/NOGI |
| ------------- | ---------- | ----------- | ---------- | ---- | ---------- | ------- |
| J. ZABULEWICZ | Polen      | 3:1         | -          | X    |            | GI      |
| M.ROSENFELD   | Israel     | 8:5         | -          | X    |            | GI      |
| J.MUTTON      | Kanada     | 2:6         | -          |      | X          | GI      |
| F.KULYNTAY    | Kasachstan | 8:1         | -          | X    |            | GI      |

Am 23. Oktober 2023 gewann Kanew die bisher erste Gold-Medaille bei den World Combat Games im Bereich Grappling GI -64kg. Sie holte auch die erste Gold-Medaille aller Disziplinen für Deutschland bei den World Combat Games 2023.
| Gegnerin   | Land               | Punktestand | Submission | Sieg | GI/NOGI |
| ---------- | ------------------ | ----------- | ---------- | ---- | ------- |
| F.KULYNTAY | Kasachstan         | 3:1         | -          | X    | GI      |
| E.HAUSER   | Vereinigte Staaten | 5:0         | X          |      | GI      |
| D. SANTOS  | Angola             | 5:3         | -          | X    | GI      |